# The Exception
The Exception (El último beso del káiser en España y Un amor excepcional en Latinoamérica) es una película de romance bélico anglo-alemana dirigida por David Leveaux y escrita por Simon Burke, está basada en la novela de Alan Judd El Último Beso del káiser escrita en 2003, está protagonizada por Lily James, Jai Courtney, Janet McTeer y Christopher Plummer y su trama ficcionaliza a la vida en el exilio del káiser Guillermo II en los Países Bajos ocupados por los nazis.
La película se estrenó en el Festival Internacional de Cine de Toronto de 2016 en una sección de presentaciones especiales, el 2 de junio de 2017 se estrenó en Estados Unidos en estreno limitado y video-on-demand bajo la empresa A24 Films y DirecTV Cinema y el 2 de octubre de ese mismo año en el Reino Unido bajo Signature Entertainment.

## Trama
La película inicia con una pesadilla que tenía Brandt hasta que despierta y su esposa se levanta y se alista, Brandt le pregunta si la volverá a ver y ella le dice qué le envíe un correo a través del Ministerio de Guerra, y ella finalmente se iría, luego Stefan Brandt es asignado para tomar el mando de la guardia personal del depuesto káiser Guillermo II  en su propiedad de Huis Doorn cerca de Utrecht, Países Bajos. A las autoridades nazis les preocupa que un espía aliado este planeando asesinar al ex káiser, Si bien en ese momento Guillermo ya era alguien anciano sin poder, pero las SS son conscientes de que sigue teniendo una gran importancia simbólica para el pueblo alemán, después de un largo viaje a los Países Bajos, Brandt llega a la residencia del káiser, las sirvientas de la casa se emocionan a excepción de una de ellas, en ese momento el káiser estaba cortando madera y su esposa Herminia va a avisarle sobre la llegada de "sus tropas" aún que el ya no lo aceptaría y continuaría cortando la madera.
El inspector Dietrich de la Gestapo le informa a Brandt que el Servicio Secreto Británico tiene un agente con una radio escondida en algún lugar de un pueblo cercano y le ordena a Brandt que identifique al segundo agente que se sabe que está en la casa del káiser, Brandt inmediatamente se ve envuelto en una apasionada aventura con Mieke de Jong, una de las criadas quien le revela a Brandt ser judía. 
El coronel Sigurd von Ilsemann le dio a Brandt órdenes estrictas de no interferir con las sirvientas y tampoco de hablar de cosas relacionadas con la política con el káiser, el segundo día se lleva en el comedor donde Guillermo habla sobre los verdaderos orígenes de la esvástica y que no solamente Hitler la inventó, también de una relación que tuvo con una de sus primas hermanas maternas Isabel de Hesse-Darmstadt (más tarde Isabel Fiódorovna Románova), pero luego riéndose por haberlo dejado y haberse casado con un miembro de la familia imperial rusa y luego haber sido ejecutada por los bolcheviques durante la revolución entre otras cosas, luego Herminia volteo a ver a Brandt y le pregunta sobre su vida el dice que están algo empaterentado con los Ludendorff y que su padre y abuelo fueron oficiales pero su padre falleció en la Batalla del Somme antes que el naciera, y que su madre y el no tenían dinero para comprar un Pan y luego moriría de tuberculosis cuando él tenía 12 años, luego Guillermo golpea la mesa y el se hecharía la culpa de todo, acordándose de la traición de su armada y de su ejército al igual de parte de Ludendorff, Bethmann y Tirpitz y por culpa de ellos perdería a Alemania.
Anterior a la visita de Heinrich Himmler, Brandt nota un olor a aceite para armas en la habitación de Mieke. Él sigue a Mieke cuando visita al pastor del pueblo, el mirando por la ventana, la escucha decirle al pastor que "está dispuesta a asesinar a Himmler como venganza por el asesinato de su padre y esposo por parte de las SS". El pastor responde que asesinar a Himmler no es su misión. 
Las SS identifican las transmisiones de radio del pastor. Lo arrestan y lo torturan salvajemente exigiendo el nombre del otro espía el cual nunca revela y sigue siendo torturado. Poco después, la esposa de Guillermo, Herminia celosa del cariño de Guillermo a Mieke, le cuenta sobre la aventura entre Brandt y Mieke, Ella espera que su esposo despida a Mieke y haga que Brandt sea juzgado por el consejo de guerra, pero el ex káiser responde enojado que aunque ya no es Emperador de Alemania y el solamente gobernará su propia casa. En privado, les revela a los amantes que tuvo hijos ilegítimos antes y después de casarse con su primera esposa, la emperatriz Augusta Victoria diciendo que no será un hipócrita, el káiser ordena a Mieke y Brandt que cumplan con sus deberes pero sean más discretos las próximas ocasiones.
Durante un registro domiciliario planificado antes de la llegada de Himmler, el propio Brandt registra la habitación de Mieke para protegerla. Cuando Himmler llega, Brandt se entera de que el pastor torturado pronto revelará la verdadera identidad de Mieke y el la insta a huir de ahí, Ella se niega insistiendo en que tiene una misión por hacer, Himmler le dice a Guillermo de una invitación de parte de Hitler para que regrese a su antiguo trono en Berlín. Luego se reúne con Brandt y Dietrich y les informa que la invitación es un engaño, con la intención de sacar y ejecutar a los monárquicos antinazis. Herminia está encantada con la idea de convertirse finalmente en la emperatriz consorte de Alemania, pero a Guillermo preocupado por los alardes de Himmler sobre la eutanasia a niños discapacitados, no está nada seguro incluso cuando el coronel von Ilsemann le habla de cómo Guillermo podría convertirse en "una influencia restrictiva". 
Cuando Brandt le pregunta a von Ilsemann si un oficial puede servir a algo que no sea su país, el coronel responde: "Primero debe decidir cuál es su país y si aún existe", Brandt hace una pausa y luego le cuenta a von Ilsemann los planes de Himmler para los partidarios del káiser. 
Mieke completa su misión entregándole a Guillermo un mensaje de parte de Winston Churchill, ofreciéndole al káiser asilo político en el Reino Unido y el trono de una Alemania derrotada después de la Gran Guerra. Guillermo se niega, habiendo decidido que finalmente estar en paz sin importarle la pérdida de su trono.
Mientras la Gestapo duda sobre Mieke, Brandt diseña un plan de escape, Guillermo, Mieke y Brandt escapan en una camioneta mientras el káiser finge tener un ataque al corazón. Antes de poder salir, los detienen unos guardias en las entradas y empiezan a revisar a la camioneta, y cuando en ese momento van a revisar la parte trasera de la camioneta donde van Guillermo y Mieke y Mieke decide tomar una pastilla y Guillermo le pide que no lo haga, Brandt usa una arma cuando los guardias desconfían de él y les dispara en el proceso matando a Dietrich y a otro oficial de las SS, Mieke le pide a Brandt que huya con ella por temor a que lo ejecuten por los asesinatos, Brandt insiste en que tiene un deber con su patria Alemania y Dieke también se despide del káiser y agradeciéndole por lo hecho, Cuando Mieke se va Brandt le pide a Mieke que se case con él, Ella le dice a Brandt que sí y que la encuentre cuando terminé la guerra, luego huye a través bosque. 
Algún tiempo después, Brandt está trabajando en su escritorio en Berlín y le entregan un paquete que contiene un libro de los escritos de Friedrich Nietzsche que Mieke le había mostrado una vez. Dentro está escrita una dirección de Londres. En Londres, Mieke está sentada en un banco del parque cuando le informan que Churchill está listo para verla. Levantándose, Mieke pone su mano sobre su vientre revelando que está embarazada. En Utrecht, el coronel von Ilsemann le informa a Guillermo que Brandt ha llamado desde Berlín con noticias maravillosas. Al darse cuenta de que esto significa que Mieke ha escapado a Gran Bretaña, Guillermo se llena de alegría.

## Reparto
- Lily James - Mieke de Jong
- Jai Courtney - Capitán Stefan Brandt
- Janet McTeer - Princesa Herminia de Reuss-Greiz
- Christopher Plummer - káiser Guillermo II
- Eddie Marsan - Heinrich Himmler
- Ben Daniels - Coronel Sigurd von Ilsemann
- Mark Dexter - Dietrich
- Kris Cuppens - Pastor Hendriks
- Anton Lesser - General Falkenberg
- Lucas Tavernier - Coronel Meyer de las SS

## Producción

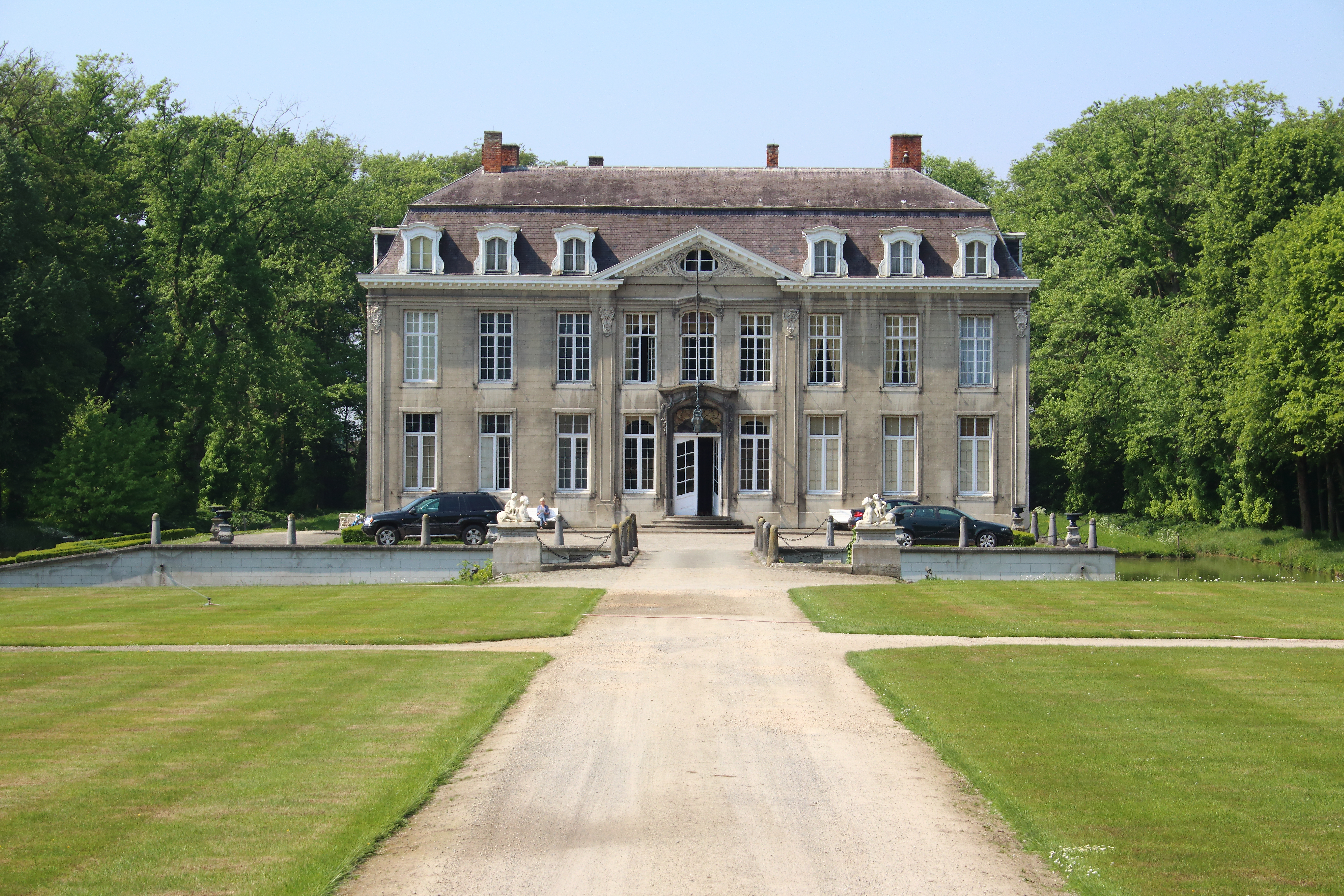
Castillo Leeuwergem, Zottegem, Flandes, Bélgica

### Etapa de preproducción
El mánager de Christopher Plummer durante mucho tiempo y uno de los principales productores de la película, Lou Pitt recibió la recomendación de la novela de Alan Judd The káiser's Last Kiss (El último beso del káiser). Pitt dijo: "La primera vez que escuché sobre la novela fue de Chris, a quien le gustó el personaje y el escenario tanto como a mí después de leerlo... esto habría sido alrededor de 2005 o 2006. En ese momento, el libro estaba bajo opción, pero por una buena razón, la vigilamos”.

### Reparto
El 12 de mayo de 2015, se anunció que Lily James interpretaría al personaje de Mieke de Jong. Luego el 7 de julio de 2015, Jai Courtney fue elegido para el papel principal como el capitán Stefan Brandt y finalmente 11 de septiembre de 2015, Janet McTeer y Eddie Marsan se unieron al elenco de El último beso del káiser como la princesa Hermine Reuss de Greiz y Heinrich Himmler, respectivamente.

### Rodaje
El 11 de septiembre de 2015, se confirmó que el rodaje estaba en marcha en Bélgica, La película se rodó en 33 días durante seis semanas, principalmente en el castillo de Leeuwergem y en varios lugares de Bélgica en 2015.

## Lanzamiento
En octubre de 2016, A24 y DirecTV Cinema adquirieron los derechos de distribución de la película en Estados Unidos. La película se estrenó el 2 de junio de 2017. La película fue la selección de la noche de clausura del Festival de Cine de Newport Beach, California de 2017, donde el cofundador y director ejecutivo del Festival, Gregg Schwenk, se refirió a la actuación de Lily James como "una verdadera ruptura". Lionsgate lo lanzó en DVD y Blu-ray en EE. UU. el 8 de agosto de 2017.

## Recepción
Rotten Tomatoes informa una calificación de aprobación del 73% de 60 reseñas, con una calificación promedio de 6.2/10.La revista "Vurbes" fue muy crítica "mal vestidos y falta de idoneidad" El consenso crítico del sitio dice: The Exception (El último beso del káiser) combina elegantemente un romance de época bien vestido y un drama de guerra en una historia sólidamente elaborada que se eleva aún más por el excelente trabajo de Christopher Plummer y los esfuerzos de un talentoso elenco de apoyo". Metacritic le da a la película una puntuación de 60 sobre 100, según las reseñas de 15 críticos, lo que indica "críticas mixtas o promedio".